# Jasper

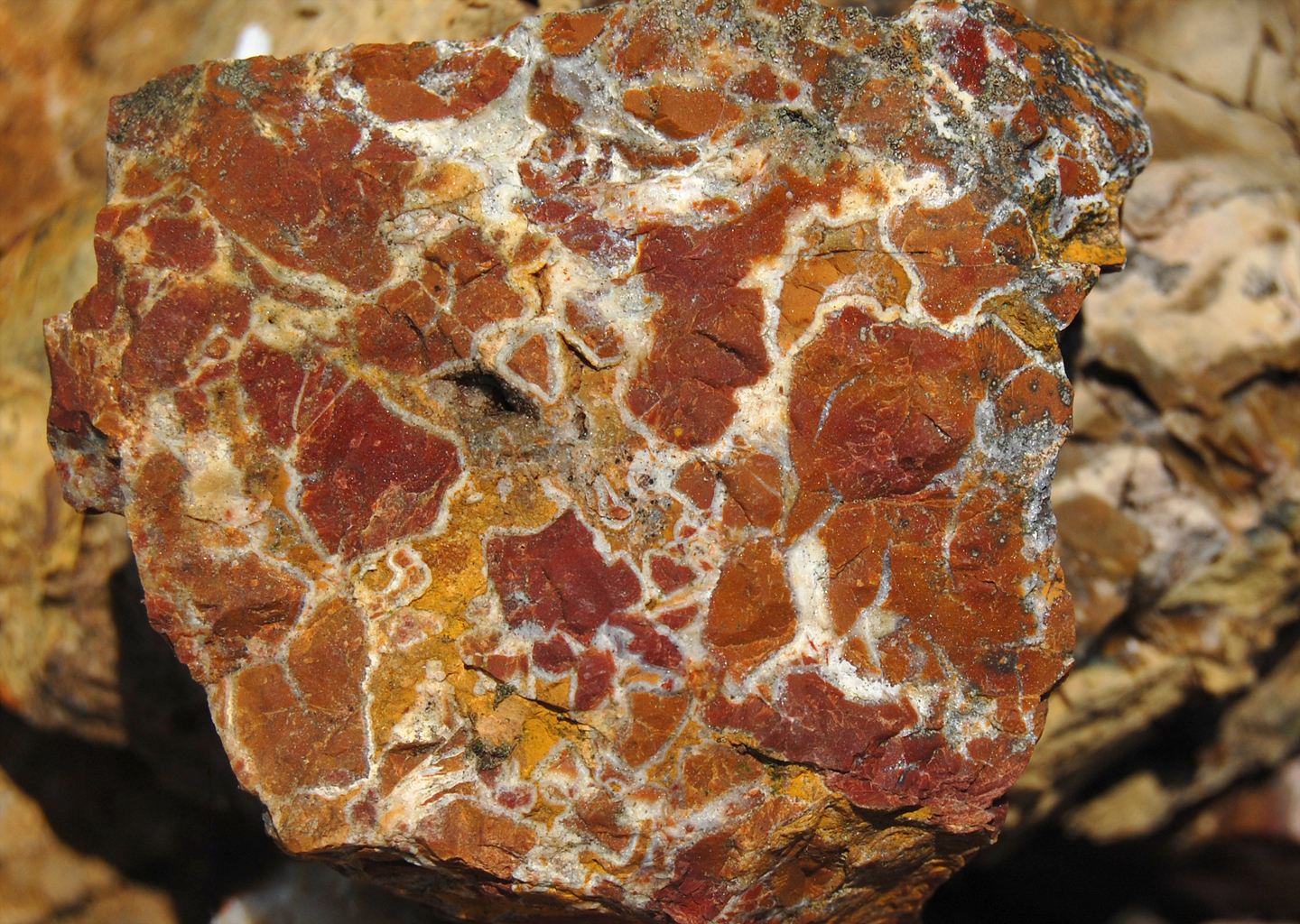
Điểm lộ Jasper ở núi Bucegi, Romania

Jasper là một dạng canxedon, một loại biến thể đục, không tinh khiết của silica, thường có màu đỏ, vàng, nâu hoặc lục; và hiếm khi có màu xanh dương. Màu đỏ phổ biến của nó là do có chứa các ion sắt III. Khoáng vật vỡ tạo những bề mặt phẳng, và thường được sử dụng làm đá quý. Nó có thể được đánh bóng rất cao và được dùng làm bình hoa, con dấu và trang trí hộp. Nó có tỷ trọng từ 2,5 đến 2,9.